# Kolding–Egtved Jernbane
| Detailkarte der Strecke |                     |                                                      |                                                      |
| Kolding–Egtved Jernbane |                     |                                                      |                                                      |
| Streckenlänge: | 27,8 km             |                                                      |                                                      |
| Spurweite: | 1000 mm (Meterspur) |                                                      |                                                      |
| Maximale Neigung: | 13,3 ‰              |                                                      |                                                      |
| Minimaler Radius: | 188 m               |                                                      |                                                      |
| Streckengeschwindigkeit: | 30 km/h             |                                                      |                                                      |
| |                     |                                                      |                                                      |
| \| \| 27,8 \| Egtved \| Egtved \| \| \| 23,7 \| Bølling \| Bølling \| \| \| \| Mølkjærsgård (nach 1924) \| \| \| \| \| Vendelborgvej (nach 1924) \| \| \| \| 21,6 \| Brakker \| Brakker \| \| \| 19,3 \| Gravens \| Gravens \| \| \| \| Starup Kirkevej (nach 1924) \| \| \| \| 17,6 \| Starup \| Starup \| \| \| \| Daugårdsminde (inoffizielle Haltestelle nach 1924) \| \| \| \| 15,2 \| Viuf \| Viuf \| \| \| \| Elisabethsminde (inoffizielle Haltestelle nach 1925) \| \| \| \| 13,6 \| Havreballe \| Havreballe \| \| \| \| Almind Å \| \| \| \| 11,3 \| Almind \| Almind \| \| \| 8,7 \| Lilballe \| Lilballe \| \| \| 6,5 \| Bramdrup \| Bramdrup \| \| \| \| Troldhede–Kolding–Vejen Jernbane von Troldhede \| \| \| \| \| \| \| \| \| \| \| \| \| \| 2,2 \| Kolding Nord \| Kolding Nord \| \| \| \| Bahnstrecke Fredericia–Flensburg von Fredericia \| \| \| \| 0,0 \| Kolding \| Kolding \| \| \| \| Bahnstrecke Fredericia–Flensburg nach Lunderskov \| \| \| \| \| Kolding Sydbaner nach Vamdrup / Hejlsminde \| \| \| \| \| \| \| \| Quellen: [1] \| \| \| \| |                     |                                                      |                                                      |
| Kopfbahnhof Streckenanfang (Strecke außer Betrieb) | 27,8                | Egtved                                               | Egtved                                               |
| Haltepunkt / Haltestelle (Strecke außer Betrieb) | 23,7                | Bølling                                              | Bølling                                              |
| Haltepunkt / Haltestelle (Strecke außer Betrieb) |                     | Mølkjærsgård (nach 1924)                             | Mølkjærsgård (nach 1924)                             |
| Haltepunkt / Haltestelle (Strecke außer Betrieb) |                     | Vendelborgvej (nach 1924)                            | Vendelborgvej (nach 1924)                            |
| Haltepunkt / Haltestelle (Strecke außer Betrieb) | 21,6                | Brakker                                              | Brakker                                              |
| Bahnhof (Strecke außer Betrieb) | 19,3                | Gravens                                              | Gravens                                              |
| Haltepunkt / Haltestelle (Strecke außer Betrieb) |                     | Starup Kirkevej (nach 1924)                          | Starup Kirkevej (nach 1924)                          |
| Bahnhof (Strecke außer Betrieb) | 17,6                | Starup                                               | Starup                                               |
| Haltepunkt / Haltestelle (Strecke außer Betrieb) |                     | Daugårdsminde (inoffizielle Haltestelle nach 1924)   | Daugårdsminde (inoffizielle Haltestelle nach 1924)   |
| Bahnhof (Strecke außer Betrieb) | 15,2                | Viuf                                                 | Viuf                                                 |
| Haltepunkt / Haltestelle (Strecke außer Betrieb) |                     | Elisabethsminde (inoffizielle Haltestelle nach 1925) | Elisabethsminde (inoffizielle Haltestelle nach 1925) |
| Haltepunkt / Haltestelle (Strecke außer Betrieb) | 13,6                | Havreballe                                           | Havreballe                                           |
| Brücke über Wasserlauf (Strecke außer Betrieb) |                     | Almind Å                                             | Almind Å                                             |
| Bahnhof (Strecke außer Betrieb) | 11,3                | Almind                                               | Almind                                               |
| Bahnhof (Strecke außer Betrieb) | 8,7                 | Lilballe                                             | Lilballe                                             |
| Bahnhof (Strecke außer Betrieb) | 6,5                 | Bramdrup                                             | Bramdrup                                             |
| Kreuzung geradeaus oben (Strecken außer Betrieb) · Strecke von rechts (außer Betrieb) |                     | Troldhede–Kolding–Vejen Jernbane von Troldhede       | Troldhede–Kolding–Vejen Jernbane von Troldhede       |
| Strecke von links (außer Betrieb) · Strecke nach rechts (außer Betrieb) · Strecke (außer Betrieb) |                     |                                                      |                                                      |
| Abzweig geradeaus und von links (Strecke außer Betrieb) · Strecke von rechts (außer Betrieb) · Strecke (außer Betrieb) |                     |                                                      |                                                      |
| Kopfbahnhof Streckenende (Strecke außer Betrieb) · Abzweig geradeaus und von links (Strecke außer Betrieb) · Strecke nach rechts (außer Betrieb) | 2,2                 | Kolding Nord                                         | Kolding Nord                                         |
| Abzweig ehemals geradeaus und von links |                     | Bahnstrecke Fredericia–Flensburg von Fredericia      | Bahnstrecke Fredericia–Flensburg von Fredericia      |
| Bahnhof | 0,0                 | Kolding                                              | Kolding                                              |
| Abzweig ehemals geradeaus und nach rechts |                     | Bahnstrecke Fredericia–Flensburg nach Lunderskov     | Bahnstrecke Fredericia–Flensburg nach Lunderskov     |
| Strecke (außer Betrieb) |                     | Kolding Sydbaner nach Vamdrup / Hejlsminde           | Kolding Sydbaner nach Vamdrup / Hejlsminde           |
| |                     |                                                      |                                                      |
| Quellen: |                     |                                                      |                                                      |

Kolding–Egtved Jernbane (KEJ) oder Egtvedbanen war die erste private Eisenbahngesellschaft der dänischen Stadt Kolding. Die Strecke wurde am 4. Mai 1898 eröffnet.

## Geschichte
Ein Streckenbau war bereits 1884 angedacht, jedoch erst das Eisenbahngesetz vom 8. Mai 1894 brachte die Grundlage für die Errichtung. Die Konzession für den Bau der Strecke wurde am 17. Juli 1895 erteilt. Der Bau dauerte von 1895 bis 1898. Sie wurde als Schmalspurbahn mit einer Spurweite von 1000 mm ausgeführt. Die Länge der Strecke betrug 27,8 km, sie war für eine Höchstgeschwindigkeit von 30 km/h zugelassen. Betriebsleiter der Gesellschaft wurde P. V. P. Berg.
Für die Betriebsaufnahme wurden 1897 von Jung die drei Mallet-Dampflokomotiven KEJ 1–3 aus Deutschland beschafft. Diese wurden schon 1929 und bei der Stilllegung der Strecke 1930 ausgemustert. Zwei weitere Tenderlokomotiven mit der Achsfolge C2 kamen 1929 für die ausgemusterten Mallet-Lokomotiven von der Horsens–Tørring Jernbane, die dort wegen der Umspurung auf Normalspur überflüssig geworden waren. Sie wurden nach der Betriebseinstellung 1931 verschrottet.
Die Strecke war zunächst ein großer Erfolg, weil weit mehr Fahrgäste als erwartet die Bahn benutzten. Aber es waren zu wenig Lokomotiven und Wagen vorhanden, egal ob für den Personen- oder den Güterverkehr. Bald stellte sich heraus, dass der Bau als Schmalspurbahn keine gute Entscheidung war. Das Umladen der Waren in Richtung der Staatsbahn DSB war umständlich. Der erste Rückgang bei den Beförderungszahlen von Fahrgästen und Gütern erfolgte bereits 1901. Im Ersten Weltkrieg hatte die Strecke ein deutlich erhöhtes Verkehrsaufkommen. Transportiert wurden Getreide, Futter- und Düngemittel sowie Zuckerrüben. Gewinne wurden von der Gesellschaft durch den Transport der Zuckerrüben erwirtschaftet, die von De Danske Sukkerfabrikker in Kolding verarbeitet wurden.
Die wirtschaftliche Lage verschlechterte sich nach der 1917 erfolgten Eröffnung der Troldhede–Kolding–Vejen Jernbane. Ein weiterer Einbruch erfolgte 1920, als im Personenverkehr Omnibusbetriebe der Bahn Konkurrenz machten.
Die Ausgaben für neue Ausrüstung und Streckenunterhaltung ließen das Defizit weiter steigen. Schließlich wollte die Kommune die Verluste nicht länger tragen und stellte am 31. Mai 1930 den Betrieb ein.

## Strecke
In Gravens wurde 1913 ein Anschlussgleis zur Molkerei und zum Ziegelwerk Skovgård gebaut. Der Bahnhof Egtved hatte drei Gleise, ein Ladegleis, einen Lokschuppen und eine Drehscheibe.